# Marcel Carné
Marcel Carné (Parijs, 18 augustus 1906 – Clamart, 31 oktober 1996) was een Frans filmregisseur.
Hij begon zijn carrière als stagiair in de stomme film bij regisseur Jacques Feyder. Op zijn 25ste had hij al zijn eerste film geregisseerd, het begin van een succesvolle samenwerking met de surrealistische dichter en filmschrijver Jacques Prévert.
Tijdens de bezetting van Frankrijk in de Tweede Wereldoorlog werkte Carné in Vichy waar hij zijn Les Enfants du paradis maakte. Dit werd een groot kassucces en in de jaren 1990 werd de film uitgeroepen tot "Beste Franse Film van de Eeuw". Met Les tricheurs scoorde hij nog een grote hit bij het publiek, maar vanaf de jaren 1950 wisselden hoogtes en laagtes elkaar af. Hij kreeg vooral kritiek van de cineasten van de nouvelle vague. Carné kreeg steeds meer moeite om zijn films geproduceerd te krijgen. Hij werd gedwongen te knippen in Les jeunes loups en de biseksualiteit van het hoofdpersonage werd volledig uit de film geknipt. Carné zelf was openlijk homoseksueel.

## Filmografie
- 1929: Nogent, Eldorado du dimanche (documentaire)
- 1936: Jenny
- 1936: Drôle de drame
- 1938: Le Quai des brumes
- 1938: Hôtel du Nord
- 1939: Le jour se lève
- 1942: Les Visiteurs du soir
- 1945: Les Enfants du paradis
- 1946: Les Portes de la nuit
- 1950: La Marie du port
- 1951: Juliette ou la Clé des songes
- 1953: Thérèse Raquin
- 1954: L'Air de Paris
- 1956: Le Pays d'où je viens
- 1958: Les Tricheurs
- 1960: Terrain vague
- 1962: Du mouron pour les petits oiseaux
- 1965: Trois chambres à Manhattan
- 1968: Les Jeunes Loups
- 1971: Les Assassins de l'ordre
- 1973: La Merveilleuse Visite
- 1976: La Bible (documentaire)